# کیچیک-کمین
کیچیک-کمین (به لاتین: Kichi-Kemin) یک منطقهٔ مسکونی در قرقیزستان است که در شهرستان کمین واقع شده‌است. کیچیک-کمین ۳ کیلومتر مربع مساحت و ۲٬۸۰۲ نفر جمعیت دارد و ۱٬۳۶۰ متر بالاتر از سطح دریا واقع شده‌است.